# Mohcine Jazouli
Mohcine Jazouli (arabe : محسن الجزولي), né le 10 mars 1967 à Casablanca, est un homme politique marocain, il est Ministre délégué chargé de l'Investissement, de la Convergence et de l'évaluation des Politiques publiques depuis 2021. Auparavant, il était nommé ministre délégué auprès du ministre des Affaires étrangères et de la Coopération internationale, chargé de la Coopération africaine,. 
Fondateur du Groupe Valyans, il est président de la commission Stratégie de la Confédération générale des entreprises du Maroc (CGEM) de 2012 à 2018.

## Biographie
Mohcine Jazouli effectue sa scolarité au lycée Descartes à Rabat où il obtient son baccalauréat français en section Scientifique. En parallèle, il obtient un baccalauréat marocain Sciences Maths. Il poursuit ses études supérieures en France, d’abord à l’université Paris-Sud où il obtient en 1986 une maîtrise d’informatique appliquée à la gestion (MIAGE) puis à l’université Paris-IX-Dauphine où il obtient un master en ingénierie de l’aide à la décision en 1991.

## Carrière professionnelle
Après ses études supérieures, Mohcine Jazouli commence sa carrière en 1991 au sein de la branche conseil d’Ernst & Young à Paris. En 2005, Mohcine Jazouli fonde Valyans Consulting et assure sa gestion jusqu'à 2018. À la suite de sa nomination en 2018 en tant que ministre délégué auprès du ministre des Affaires étrangères et de la Coopération internationale, chargé de la Coopération africaine, Mohcine Jazouli cède son poste de PDG à Saadia Slaoui Bennani.
Entre 2012-2018 Jazouli travaille pour le développement et le renforcement du rôle de la CGEM auprès des entreprises.
Le 22 janvier 2018, Mohcine Jazouli est nommé ministre délégué auprès du ministre des Affaires étrangères et de la Coopération internationale chargé de la Coopération africaine.
Le 9 octobre 2019, il est reconduit aux Affaires étrangères, cette fois-ci en tant que ministre délégué auprès du ministre des Affaires étrangères, de la Coopération africaine et des Marocains résidant à l’étranger.